# بايمنت وول
بايمنت وول (بالإنجليزية: Paymentwall Inc.)‏ أي جدار المدفوعات ، هي عبارة عن منصة دفع عالمية تقدم خدمات للشركات في مجالات الخدمة البرمجية والسفر والتجارة الإلكترونية عبر 200 دولة وإقليم. يشتهر بايمنت وول بمجموعته الواسعة من 150 خيار دفع محلي، مما يساعد الشركات من جميع الأحجام على الدخول في أسواق يصعب الوصول إليها.

## خدمات
PayAlto هي ميزة طريقة الدفع المحلية في بايمنت وول. يمكن للشركات الاختيار من بين أكثر من 150 وسيلة دفع محلية للدمج في عملية الدفع الخاصة بهم والوصول إلى عملاء جدد في الأسواق التي يصعب الوصول إليها بسبب وسائل الدفع الغير مدعومة.
Brick هو عبارة عن منتج لمعالجة بطاقات الائتمان يتيح للشركات قبول المدفوعات من خلال فيزا وماستر كارد وأمريكان إكسبريس وديسكوفر و Diner's Club ويونيون باي.
Medusa هو حل لمنع الاحتيال يسمح لك بالتحذير من المعاملات المشبوهة أو رفضها وتصفية المدفوعات باستخدام القواعد المخصصة وإعداد التنبيهات التلقائية وغير ذلك الكثير.
Mobiamo - وقد أصدرته بايمنت وول في عام 2015، وهو حل فوترة لمزودي خدمات الاتصالات الذي يربط الشركات بالعملاء في 110 دولة. يمكن للعملاء شحن أرصدتهم عبره 

## التاريخ
بدأ Honor Gunday و Vladimir Kovalyov خدمة بايمنت وول في أبريل 2010 لمساعدة شركات الألعاب على فيسبوك على تحقيق الدخل بالإعلانات عن طريق حركة المرور العالمية الخاصة بفيسبوك.
في الأول من يوليو (تموز) 2011، أعلن فيسبوك أنه لن يسمح بعد الآن لموفري تحقيق الدخل الخارجيين، وعند هذه النقطة كانت الشركة محورية في توفير الخدمات للألعاب غير التابعة لـ فيسبوك ومواقع التعارف عن طريق الإنترنت.
في عام 2011، دخلت الشركة في شراكة مع أليباي، وهي منصة للدفع عبر الإنترنت للهاتف المحمول وطرف ثالث، تم تأسيسها في هانغتشو، الصين في فبراير 2004 من قبل مجموعة علي بابا.
أطلقت بايمنت وول نظام الدفع للتلفزيونات الذكية في نوفمبر 2014.
في عام 2018، قامت بايمنت وول بتصفية Terminal3 كمنصة دفع عالمية لشركات الألعاب.

## مكاتب
يقع مقر بايمنت وول في سان فرانسيسكو، ولها مكاتب في برلين، بنغالور، بكين، جورجاون، هانوي، كييف، لاس فيغاس، لشبونة، لندن، موسكو، مانيلا، فينيكس، سيول، شنتشن، ساو باولو وصوفيا.
في نوفمبر 2015، كشفت الشركة عن مختبرها للتطوير في كييف.
في يوليو 2019، أعلنت الشركة رسميًا عن موقعين جديدين للمكاتب في بنغالور وجورجاون.

## روابط خارجية
- الموقع الرسمي